# Caquelon

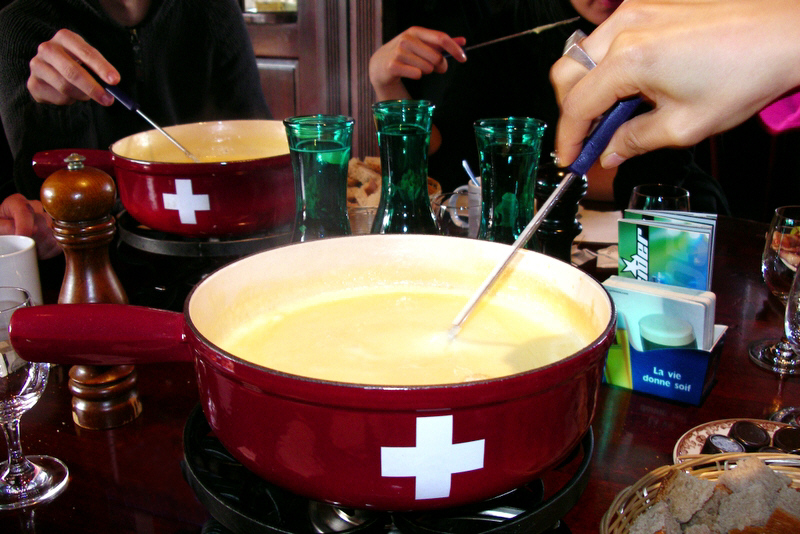
Caquelon

Een caquelon is een soort braadschotel gemaakt van aardewerk of soms porselein. Een caquelon heeft een handvat. De caquelon wordt vooral gebruikt om kaasfondue in te bereiden en te serveren. De pan wordt gewoonlijk op de eettafel geplaatst op een brander of kaars om de inhoud warm te houden terwijl men eet. Door de continue verhitting ontstaat vaak een harde plak ingedikte kaas op de bodem van de caquelon. Deze plak is krokant en erg zout. Veel Zwitsers beschouwen deze plak het klapstuk van de fondue en ze wordt in het Frans la religieuse (het nonnetje) en in het Duits Grossmutter (grootmoeder) genoemd. Deze ingedikte kaas is lastig te verwijderen en zorgt vaak voor krassen (omdat men met een vork of mes de plak losmaakt) of donkere plekken in de caquelon. De meest eenvoudige manier om de plak te verwijderen is door de caquelon een nacht te laten staan, gevuld met koud water. 's Morgens kan men dan met de vingers de hele plak in één keer van de bodem afpellen, zonder schrobben.
Het woord caquelon wordt vooral gebruikt in de delen van Zwitserland waar Frans gesproken wordt en in het gebied van Frankrijk waar men Arpitaans spreekt. Het woord stamt uit de 18e eeuw en is afgeleid van het Zwitserduitse woord "Kakel", dat "pan van aardewerk" betekent.

## Bron
- Dictionnaire historique de la langue française, Parijs, 1998